# Northeast Public Radio
Northeast Public Radio (auch "WAMC/Northeast Public Radio Network") ist eine öffentliche Rundfunkgesellschaft in den USA. Das WAMC Radio Network sendet für die sieben nordöstlichen Bundesstaaten der USA, wozu New York, Massachusetts, Connecticut, Vermont, New Jersey, New Hampshire und Pennsylvania gehören. Sitz des WAMC Radio Network ist Albany, New York. Das Network umfasst 12 Radiostationen und 16 Relays. Hauptsender ist WAMC Albany.
WAMC ist Mitglied des National Public Radio und übernimmt auch Programme von Public Radio International und von American Public Media. Das Network finanziert sich über freiwillige Abgaben der Hörer und erhält staatliche Unterstützung, zum Beispiel durch die Corporation for Public Broadcasting und das New York State Education Department.
Der Präsident und CEO von WAMC ist der emeritierte Professor University at Albany Alan Chartock. Er hostet eine wöchentliche politische Sendung (Capitol Connection), die auch über andere Public Radio Stationen rund um New York ausgestrahlt wird.

## Programm
WAMC Northeast Public Radio ist Mitglied des National Public Radio und Affiliate von Public Radio International.
Die wichtigsten Sendungen von NPR, die Morning Edition, All Things Considered und Fresh Air laufen auf WAMC. Eigene Sendungen sind The Roundtable, ein Nachrichtenmagazin und verschiedene Musiksendungen. Nachts wird der BBC World Service übertragen.
Das Programm wirdn in den WAMC Studios in 318 Central Avenue in Albany produziert.